# Cottbus Großenhainer Bahnhof
Cottbus Großenhainer Bahnhof war der Bahnhof der Cottbus-Großenhainer Eisenbahn-Gesellschaft in Cottbus. Nach der Verstaatlichung der Gesellschaft 1882 wurde er Teil des Cottbuser Staatsbahnhofs. Das historische Empfangsgebäude des Großenhainer Bahnhof ist erhalten geblieben. Es steht in der Güterzufuhrstraße im Stadtteil Ströbitz der Stadt Cottbus in Brandenburg, auf der Nordseite der Anlagen des Cottbuser Hauptbahnhofs. Der in den 1870er Jahren errichtete Ziegelbau steht unter Denkmalschutz.

## Geschichte
Nach dem Ende des Preußisch-Österreichischen Krieg wurde 1868 mit dem Bau einer Bahnstrecke zwischen der sächsischen Stadt Großenhain und dem preußischen Cottbus begonnen. Die Bahnstrecke Großenhain–Cottbus ging 1870 in Betrieb. 1876 nahm die Cottbus-Großenhainer-Eisenbahn-Gesellschaft die Streckenverlängerung nach Frankfurt (Oder) in Betrieb. Der Bau des neuen Cottbuser Stationsgebäudes erfolgte in den Jahren 1877 und 1878. Der Ostteil des Gebäudes diente als Wohnhaus des Stationsvorstehers, im westlichen Teil befanden sich Büroräume und die Gepäcksabteilung.
1882 wurde die Eisenbahngesellschaft verstaatlicht. Der Personenverkehr wurde danach über den Cottbuser Staatsbahnhof abgewickelt.
Seit 1885 wurde das Empfangsgebäude des Großenhainer Bahnhofs als Verwaltungsgebäude durch die Preußische Staatsbahn genutzt. Die Gleise des Bahnhofs dienten als Güterbahnhof. Im Mai 1886 erhielt der Cottbuser Staatsbahnhof einen nördlichen Zugang über einen Tunnel, dessen Ausgang entstand neben dem Empfangsgebäude des Großenhainer Bahnhofs. Die Bombardierungen des Bahngeländes während des Zweiten Weltkrieges, die zu schweren Zerstörungen im Bahnhofsbereich führten, überstand das Gebäude des Großenhainer Bahnhofs unbeschadet.
Zu DDR-Zeiten wurden die Güterverkehrsanlagen im Bereich des Großenhainer Bahnhofs erweitert. Um 1970 entstand hier einer der größten Containerbahnhöfe der DR.
Gegen Ende der 1990er Jahre wurde das alte Empfangsgebäude saniert und zu einem Bürogebäude umgebaut. Heute befinden sich in dem Gebäude eine Kunstgalerie, eine Gründerwerkstatt und ein Gastronomiebetrieb.

## Architektur
Das Empfangsgebäude ist ein überwiegend eingeschossiger, langgestreckter Sichtziegelbau im Stil der Berliner Rundbogenarchitektur. In der Mitte des Bauwerks befindet sich ein mit einer Attika überhöhter Eingangsrisalit. Der östliche Gebäudeteil mit der früheren Wohnung des Stationsvorstehers ist zweigeschossig. Die Fensterachsen sind aus einem Rahmenwerk mit Lisenen und Zahnschnittfries gefasst, auf Traufhöhe sind die Kopfbauten mit Rundbogenfries gegliedert.
Im Inneren des Gebäudes befindet sich ein Vestibül mit den Wartesälen der ersten bis vierten Klasse und separaten Damenzimmern in den Wartesälen der ersten und zweiten Klasse auf der linken Seite. Auf der rechten Seite des Vestibüls liegen die früheren Büroräume, die Gepäckannahme und die Telegrafie. Das Vestibül und die Wartesäle sind mit Pilastern und Stuckfriesen gegliedert. In den Deckenfeldern befinden sich noch die Reste einer bauzeitlichen Ausmalung mit den Wappen verschiedener Städte. Seitlich des Eingangs liegen Terrakottareliefs, die Handel und Verkehr symbolisieren.